# Dorian Gray (film)
Dorian Gray è un film del 2009 diretto da Oliver Parker.
Thriller psicologico con protagonisti Ben Barnes e Colin Firth. È liberamente tratto dal classico letterario Il ritratto di Dorian Gray di Oscar Wilde.
In Italia l'uscita del film nei cinema era prevista per il 23 ottobre 2009. A fine settembre del 2009 è stata posticipata al 27 novembre dello stesso anno. Per il regista Oliver Parker si tratta già della terza trasposizione cinematografica di opere di Oscar Wilde dopo Un marito ideale (1999) e L'importanza di chiamarsi Ernest (2002). Il film è stato vietato ai minori di 14 anni.

## Trama
Età vittoriana. Dorian Gray, un bel giovane dall'aria ingenua, giunge a Londra perché ha ereditato una fortuna dal nonno. Il ragazzo, orfano, viene subito preso sotto l'ala protettrice di Lord Henry Wotton, che lo instrada alla dissolutezza. Nel frattempo il pittore Basil Hallward completa il ritratto del giovane. Alla presentazione del dipinto gli astanti non possono fare a meno di notarne la bellezza e la perfezione. Wotton dice a Dorian che l'opera di Basil è anche meglio del vero Dorian, perché essa non invecchierà, al contrario del giovane che, col tempo, esteriormente si rovinerà. Wotton stuzzica semplicemente Gray chiedendogli se sarebbe disposto a vendere l'anima al diavolo pur di rimanere per sempre giovane. Dorian Gray prende la questione sul serio e risponde affermativamente, senza accorgersi di aver appena espresso un desiderio: come risultato, riuscirà a rimanere giovane ed indenne concentrando l'effetto degli anni sul suo dipinto.
Dorian intanto s'innamora dell'attrice Sybil Vane e decide di sposarla, ma è convinto da Wotton a non farlo. Viene portato da quest'ultimo in un bordello, dove si abbandona ai piaceri della carne. Saputa la notizia del tradimento, Sybil si uccide affogandosi in un lago. Jim, fratello della giovane attrice, dice a Dorian che la sorella era incinta di lui e lo accusa di averla indotta al suicidio, ma viene fermato quando sta per soffocarlo. D'ora in poi, Dorian si lascerà trasportare in una vita dedicata unicamente al piacere. L'autore Basil Hallward chiede a Gray il quadro per esibirlo in una sua personale mostra di opere, quadro che nel frattempo Gray aveva riposto in soffitta. Pur di sviare Basil dai suoi propositi, si concede a lui, ma ciò non basta e, a causa delle continue richieste di Basil, Gray gli mostra il quadro, facendogli capire perché non può prestarglielo. Basil intuisce di essere di fronte a qualcosa di demoniaco e cerca di far rinsavire Gray, che però di tutta risposta uccide brutalmente il pittore.
Dopo il funerale di Basil, Dorian decide di partire in giro per il mondo, chiedendo all'amico Wotton di accompagnarlo: quest'ultimo però sta per diventare padre e rifiuta. Gray tornerà in Inghilterra 25 anni dopo: dovrebbe averne 50, ma ne dimostra sempre 20; Henry invece ne ha ormai 70 e, divenuto vedovo, ha una figlia venticinquenne, Emily, che s'innamora proprio di Dorian. Dorian inizia a comprendere la gravità degli atti che ha compiuto e si reca al cimitero, dove è sepolta Sybyl Vane. Qui incontra Jim, che è impazzito in ospedale e cerca di sparare a Dorian per vendicare la morte della sorella. Gray si salva, asserendo che non è possibile che lui sia Dorian Gray dato che, essendo trascorsi 25 anni, avrebbe dovuto avere un altro aspetto. Questo convince Jim a lasciarlo andare, ma poco dopo si rende conto del suo errore. Jim e Dorian si scontrano nuovamente dopo qualche giorno: durante una sparatoria e un inseguimento nella metropolitana, Jim rimarrà ucciso schiacciato da un treno.
Nel frattempo, l'amore di Emily per Dorian è ostacolato da suo padre che, come tutti, è convinto che Dorian sia vittima di uno strano maleficio che lo lascia giovane in eterno. Dorian s'innamora di Emily, decide di cambiare e di scappare a New York. Henry intanto inizia ad indagare: osservando alcune foto d'epoca, si rende conto che Dorian è effettivamente identico a 25 anni prima. Ricordando il giorno in cui il giovane vendette l'anima al diavolo, intuisce che il quadro è la chiave di tutto e incontra l'ex maggiordomo di Dorian, da cui si fa fabbricare le chiavi di casa e della soffitta. Inscena quindi una festa per la figlia e Gray: irrompe in casa nel bel mezzo dei festeggiamenti, arrivando fino in soffitta. Quando Dorian arriva, ne segue un breve scontro; Gray cerca di soffocare Henry, ma questi riesce a liberarsi e a scoprire il quadro, rimanendone scioccato: il ritratto di Dorian è devastato, segnato da anni di lussi e spregiudicatezze, fino a risultare irriconoscibile.
Henry dà fuoco al dipinto, imprigionando poi Dorian nella soffitta in mezzo alle fiamme. In quel momento arriva sua figlia: Henry cerca di allontanarla da un Dorian ricondotto oramai alla sua dimensione umana, grazie alla quale arriva a confessare il suo amore per lei, sommo valore attribuito a una vita fino a quel momento vana e infelice. Dorian, rifiutando di fuggire dalla soffitta con la sua copia delle chiavi, dopo aver permesso a Henry di allontanare sua figlia, decide di fare la cosa giusta e di infilzare il suo dipinto con una spada, uccidendosi mentre si trasforma in ciò che avrebbe dovuto essere moltissimi anni prima: un essere avvizzito, mostruoso e marcio.
Qualche giorno dopo, il vecchio Henry, dopo aver inviato un messaggio telefonico alla figlia, scusandosi per ciò che ha fatto e dicendole che quella sarà sempre casa sua, va in cantina e osserva il dipinto, sopravvissuto all'incendio. La tela è miracolosamente ritornata alla sua forma originale e con un soggetto non più segnato per la vita sregolata, ma giovane e perfetto, segno che forse, con il suo ultimo estremo sacrificio, Dorian è riuscito a salvare e a rendere nuovamente pura la sua anima.

## Produzione

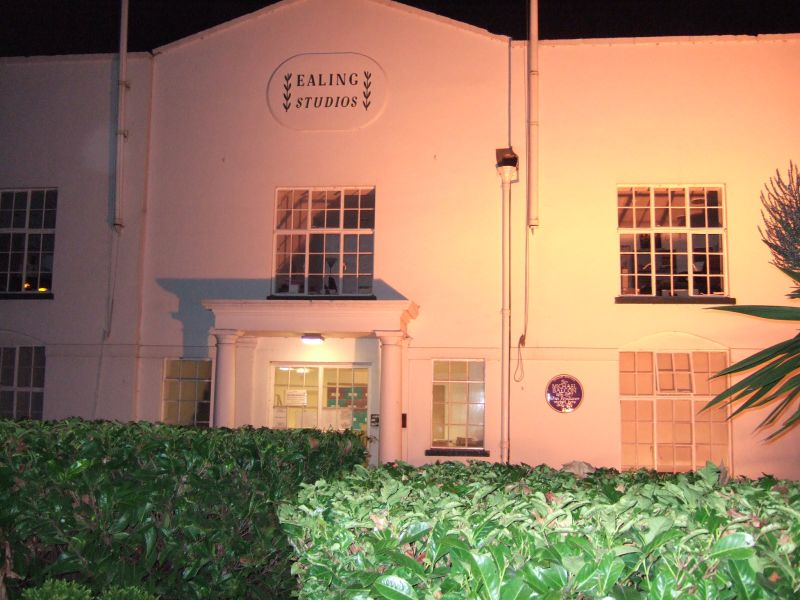
L'entrata degli Ealing Studios.

Il regista Oliver Parker ha annunciato il suo coinvolgimento nella rivisitazione del romanzo durante marzo 2008, premettendo che le atmosfere da lui ritratte sarebbero state più gotiche di quanto mai fatto nelle precedenti trasposizioni.
Per la parte di Dorian Gray, a metà maggio è stato assunto il giovane Ben Barnes, noto per la sua interpretazione ne Le cronache di Narnia - Il principe Caspian.
Il film è stato finanziato in gran parte dalla casa cinematografica Fragile Films (proprietà del produttore Barnaby Thompson); un contributo di 500.000£ è stato invece donato tramite un fondo monetario creato appositamente per il film dall'UK Film Council.
Le riprese si sono svolte agli Ealing Studios di Londra a partire dall'estate del 2008.

## Promozione
Ai primi di novembre, presso il sito Bloody-Disgusting sono state pubblicate le prime locandine, che con un taglio molto cupo confermano la scelta di Oliver Parker di dirigere un adattamento in chiave horror. 
Gli stessi poster sono stati mostrati dalla Momentum Pictures all'annuale edizione dell'American Film Market per iniziare la promozione.